# Добросав Крстич
Добросав Крстич (серб. Добросав Крстић, сербохорв. Dobrosav Krstić, 5 лютого 1934, Новий Сад — 3 травня 2015, Новий Сад) — югославський футболіст, що грав на позиції півзахисника, зокрема, за клуби «Воєводина» та «Сошо», а також національну збірну Югославії. По завершенні ігрової кар'єри — тренер.

## Клубна кар'єра
У футболі дебютував 1950 року виступами за команду «Воєводина», в якій провів дванадцять сезонів, взявши участь у 200 матчах чемпіонату. 
Своєю грою за цю команду привернув увагу представників тренерського штабу клубу «Сошо», до складу якого приєднався 1962 року. Відіграв за команду із Сошо наступні чотири сезони своєї ігрової кар'єри. Більшість часу, проведеного у складі «Сошо», був основним гравцем команди.
Завершив ігрову кар'єру у команді «Руан», за яку виступав протягом 1966—1967 років.

## Виступи за збірну
1955 року дебютував в офіційних матчах у складі національної збірної Югославії. Протягом кар'єри у національній команді провів у її формі 30 матчів, забивши 1 гол.
У складі збірної був учасником  футбольного турніру на Олімпійських іграх 1956 року у Мельбурні, де разом з командою здобув «срібло».
У складі збірної був учасником чемпіонату світу 1958 року у Швеції, де зіграв з Шотландією (1-1), Францією (3-2), Парагваєм (3-3) і в чвертьфіналі з ФРН (0-1).

### Статистика виступів за збірну
| Матчі і голи за збірну | Матчі і голи за збірну | Матчі і голи за збірну | Матчі і голи за збірну | Матчі і голи за збірну | Матчі і голи за збірну | Матчі і голи за збірну     |
| #                      | Дата                   | Місто                  | Суперник               | Голів                  | Результат              | Турнір                     |
| ---------------------- | ---------------------- | ---------------------- | ---------------------- | ---------------------- | ---------------------- | -------------------------- |
| 1.                     | 29.05.1955             | Турин                  | Італія                 | -                      | 4-0                    | Кубок Центр. Європи        |
| 2.                     | 26.06.1955             | Белград                | Швейцарія              | -                      | 0-0                    | Кубок Центр. Європи        |
| 3.                     | 25.09.1955             | Белград                | Німеччина              | -                      | 3-1                    | Товариський матч           |
| 4.                     | 19.10.1955             | Дублін                 | Ірландія               | -                      | 4-1                    | Товариський матч           |
| 5.                     | 30.10.1955             | Відень                 | Австрія                | -                      | 2-1                    | Кубок Центр. Європи        |
| 6.                     | 29.04.1956             | Будапешт               | Угорщина               | -                      | 2-2                    | Кубок Центр. Європи        |
| 7.                     | 17.06.1956             | Загреб                 | Австрія                | -                      | 1-1                    | Кубок Центр. Європи        |
| 8.                     | 16.09.1956             | Белград                | Угорщина               | -                      | 1-3                    | Кубок Центр. Європи        |
| 9.                     | 30.09.1956             | Белград                | Чехословаччина         | -                      | 1-2                    | Кубок Центр. Європи        |
| 10.                    | 28.11.1956             | Мельбурн               | США                    | -                      | 9-1                    | XVI Літні Олімпійські ігри |
| 11.                    | 04.12.1956             | Мельбурн               | Індія                  | -                      | 4-1                    | XVI Літні Олімпійські ігри |
| 12.                    | 08.12.1956             | Мельбурн               | СРСР                   | -                      | 0-1                    | XVI Літні Олімпійські ігри |
| 13.                    | 23.12.1956             | Джакарта               | Індонезія              | -                      | 5-1                    | Товариський матч           |
| 14.                    | 05.05.1957             | Афіни                  | Греція                 | -                      | 0-0                    | Кваліфікація ЧС-1958       |
| 15.                    | 12.05.1957             | Загреб                 | Італія                 | -                      | 6-1                    | Кубок Центр. Європи        |
| 16.                    | 18.05.1957             | Братислава             | Чехословаччина         | -                      | 0-1                    | Кубок Центр. Європи        |
| 17.                    | 15.09.1957             | Белград                | Австрія                | -                      | 3-3                    | Товариський матч           |
| 18.                    | 29.09.1957             | Бухарест               | Румунія                | -                      | 1-1                    | Кваліфікація ЧС-1958       |
| 19.                    | 10.11.1957             | Белград                | Греція                 | 1                      | 4-1                    | Кваліфікація ЧС-1958       |
| 20.                    | 17.11.1957             | Белград                | Румунія                | -                      | 2-0                    | Кваліфікація ЧС-1958       |
| 21.                    | 20.04.1958             | Будапешт               | Угорщина               | -                      | 0-2                    | Товариський матч           |
| 22.                    | 11.05.1958             | Белград                | Англія                 | -                      | 5-0                    | Товариський матч           |
| 23.                    | 08.06.1958             | Вестерос               | Шотландія              | -                      | 1-1                    | ЧС-1958                    |
| 24.                    | 11.06.1958             | Вестерос               | Франція                | -                      | 3-2                    | ЧС-1958                    |
| 25.                    | 15.06.1958             | Ескільстуна            | Парагвай               | -                      | 3-3                    | ЧС-1958                    |
| 26.                    | 19.06.1958             | Мальме                 | Німеччина              | -                      | 0-1                    | ЧС-1958                    |
| 27.                    | 19.04.1959             | Будапешт               | Угорщина               | -                      | 0-4                    | Товариський матч           |
| 28.                    | 26.04.1959             | Базель                 | Швейцарія              | -                      | 5-1                    | Кубок Центр. Європи        |
| 29.                    | 31.05.1959             | Белград                | Болгарія               | -                      | 2-0                    | Кваліфікація Євро-1960     |
| 30.                    | 09.10.1960             | Будапешт               | Угорщина               | -                      | 1-1                    | Товариський матч           |

## Кар'єра тренера
Розпочав тренерську кар'єру відразу ж по завершенні кар'єри гравця, 1967 року, очоливши тренерський штаб клубу «Сошо». 
Також був тренером у Габоні, де виграв національний чемпіонат з клубом «Лібревіль».
Помер 3 травня 2015 року на 82-му році життя у місті Новий Сад.

## Титули і досягнення
- Срібний олімпійський призер: 1956